# Refuge Jean-Frédéric Benevolo
Le refuge Jean-Frédéric Benevolo se trouve à 2 285 mètres d'altitude, à l'alpe de Lavassey (commune de Rhêmes-Notre-Dame), dans le haut val de Rhêmes, dans les Alpes grées italiennes.

## Excursions
Le refuge se situe au cœur du val de Rhêmes, et constitue donc le point de départ pour plusieurs excursions :
- le lac de Golette (2 751 mètres), au pied du glacier de la Granta Parey ;
- le lac de Sainte-Hélène (2 715 mètres), facile à rejoindre, d'où on peut admirer un panorama spectaculaire sur la vallée et sur la Granta Parey ;
- le col de Golette (3 120 mètres) ;
- le col de Bassac (3 153 mètres) ;
- le col de Rhêmes (3 101 mètres) ;
- la Granta Parey (3 386 mètres) ;
- la Tsanteleinaz (3 306 mètres) ;
- le refuge Mario Bezzi (2 284 mètres).

## Accès
On peut rejoindre le refuge Benevolo très facilement, en 1h45 environ, à partir du hameau Thumel (1 889 mètres).